# Chronique des Pasquier
Pour série télévisée, voir Le Clan Pasquier (mini-série).
Pour les articles homonymes, voir Pasquier.
La Chronique des Pasquier est un cycle romanesque écrit par Georges Duhamel entre 1933 et 1945 et composé de dix romans distincts, publiés au Mercure de France, décrivant l'épopée familiale des Pasquier au tournant du XXe siècle. Œuvre centrale dans la carrière de son auteur et succès littéraire auprès du public, cette saga a contribué à l'élection de Georges Duhamel à l'Académie française en 1935.

## Écriture du cycle romanesque
Cette seconde saga écrite par Georges Duhamel – construite sur le mode du roman fleuve – vient après le succès de celle de Vie et aventures de Salavin, élaborée entre 1920-1932, sur la vie d'un des premiers anti-héros de la littérature française, en la personne de Louis Salavin.
Rattachée au courant littéraire unanimiste, cette saga moderne de la littérature française est souvent rapprochée des Thibault (1922-1937) de Roger Martin du Gard ou des Hommes de bonne volonté (1932-1946) de Jules Romains. Elle connut au fur et à mesure de la parution de ses volumes un immense succès de librairie et contribua à l'élection de son auteur en 1935 à l'Académie française.

## Résumé
La Chronique des Pasquier raconte la saga familiale et sociale, sur quarante ans (de 1889 à 1931), de Raymond Pasquier et de ses cinq enfants (le clan Pasquier), Joseph l’aîné, Ferdinand, Laurent Pasquier (le narrateur et personnage central de la chronique), Cécile et Suzanne la cadette. À la fin des années 1880, la famille vit très modestement à Paris, en butte à des problèmes quotidiens d’argent pour faire face à l’éducation des enfants et au désir d’élévation sociale de Raymond Pasquier, qui entreprend à quarante ans des études de médecine. Laurent Pasquier, bon élève, progresse dans ses études. En quête perpétuelle d’absolu, notamment à travers une certaine vérité de la Science, Laurent deviendra médecin et surtout un grand chercheur en biologie avec sa chaire de professeur au Collège de France. Son frère Joseph, personnage vénal et ambitieux, fait une carrière exceptionnelle dans la finance et la politique où il sera député de la Seine. Ferdinand, le plus effacé de tous, travaille dans l’administration. Cécile, très proche d’âme et de cœur de son frère Laurent, dévoile dès l’enfance ses dons extraordinaires pour le piano et devient une grande concertiste internationale. Enfin Suzanne, la plus jeune, et femme d’une grande beauté, est une actrice renommée de théâtre que le tout Paris admire. Les difficultés de la vie, de nombreux drames familiaux, et les événements du début du XXe siècle jalonneront l’existence de la famille Pasquier qui, malgré tout unie, ne sortira pas indemne de ces épreuves.

## Personnages
Selon Vincent Therrien, qui était disciple de Bachelard, les Pasquier peuvent être distingués selon deux « familles d’images » caractéristiques : chez trois des sept Pasquier, Joseph, Ferdinand et Mme Pasquier mère, domine l’imagination de la terre et de l’ombre ; les quatre autres, Raymond, Suzanne, Cécile et Laurent, aspirent à se libérer des choses terrestres grâce au « rêve, l’art, le don de soi, la rédemption par l’initiative de l'esprit ».

## Les dix tomes du cycle
- I. Le Notaire du Havre (1933)
- II. Le Jardin des bêtes sauvages (1934)
- III. Vue de la Terre promise (1934)
- IV. La Nuit de la Saint-Jean (1935)
- V. Le Désert de Bièvres (1937)
- VI. Les Maîtres (1937)
- VII. Cécile parmi nous (1938)
- VIII. Le Combat contre les ombres (1939)
- IX. Suzanne et les Jeunes Hommes (1941)
- X. La Passion de Joseph Pasquier (1945)

## Éditions de laChronique
L'édition originale de la Chronique des Pasquier en volumes s'est étendue de 1933 à 1945 aux éditions du Mercure de France suivie de nombreuses rééditions, toujours par volumes, chez divers éditeurs. Elle a été récemment rééditée deux fois en intégralité par les éditions Omnibus en 1999 et en 2007, sous le surtitre Le Clan Pasquier.
La Chronique est traduite et publiée en anglais à partir de 1938 sous le titre The Pasquier Chronicles aux éditions H. Holt and Co. et republiée en intégralité en 1970 aux éditions Howard Baker.

## Adaptation
Le réalisateur Jean-Daniel Verhaeghe a fait une adaptation pour la télévision de la Chronique des Pasquier sur un scénario de Joëlle Goron, intitulée Le Clan Pasquier. Elle a été diffusée en juin 2007 sur France 2. Bernard Le Coq, Valérie Kaprisky, Mathieu Simonet, Raphael Personnaz et Florence Pernel en étaient les principaux acteurs.